# 張鎬哲
張鎬哲（韓語：장호철，1962年1月12日—），韓國籍，台灣男歌手。出生於韓國全羅南道光州並度過童年，在首爾長大，大學後至台灣求學和成名，目前居住在台灣。人稱深情王子，現時主力在中國大陸發展其歌唱事業。

## 歌手經歷
在韓國高中畢業以後，張鎬哲在1982年進入台灣中國文化大學修讀文學系及1986年進入國立台灣大學攻讀政治學碩士的同時，亦於台北西門町民歌餐廳演唱；其後被大學時期的好友音樂人黃慶元發掘，加盟寶麗金唱片，並於1988年1月推出首張華語個人專輯《我真的不是故意的》正式進軍台灣歌壇，主打歌〈我真的不是故意的〉、〈再回到從前〉紅極一時，成為首位韓國歌手在台灣發行華語唱片所創下的銷售紀錄。
1989年1月推出第二張華語個人專輯《不是我不小心》，延續首張華語個人專輯的聲勢，主打歌〈不是我不小心〉、〈一張熟悉的臉〉、〈傷痛的邂逅〉傳唱一時，其中〈不是我不小心〉更被香港歌手李克勤改編為粵語版〈一生不變〉（亞洲電視劇《藍月亮》主題曲），成為其代表作之一。同年6月，推出首張韓語專輯《鏡子空瓶三十年》回流韓國歌壇，更把兩張國語專輯《我真的不是故意的》及《不是我不小心》的部份歌曲均改編為韓語版。同年9月，乘勝推出第三張華語個人專輯《走吧！朋友》，主打歌〈走吧！朋友〉、〈答應我
〉傳唱一時。
1990年4月，推出第四張華語個人專輯《北風渡河》 專輯，主打歌〈北風〉、〈渡河〉大受歡迎，其中〈北風〉不但成為全球華人情歌的典範，更把張鎬哲的事業推上高峰，獲「深情王子」的美號，專輯銷售量也創下佳績，同年入圍金曲獎的「最佳年度歌曲獎」。之後推出的《世間纏綿》、《敬你愛人這一杯》、《無言以對》、《好男人》等歌曲，亦深受兩岸三地歌迷的愛戴。

## 音乐专辑作品
| 專輯 # | 專輯名稱             | 專輯類型 | 發行公司                | 發行日期       | 曲目 |
| ------ | -------------------- | -------- | ----------------------- | -------------- | --- |
| 1st    | 我真的不是故意的     | 大碟     | 齊飛唱片                | 1988年1月      | 曲目 1. 我真的不是故意的 2. 旋轉門 3. 酒醉以後你會想什麼 4. 雨季來的時候 5. 風霜之後 6. 再回到從前 7. 鏡子‧空瓶‧三十年 8. 何必再說些什麼 9. 患秋之女 10. 發生在夢裡                                                                                           |
| 2nd    | 不是我不小心         | 大碟     | 寶麗金唱片              | 1989年         | 曲目 1. 不是我不小心 2. 花季再來 3. 太陽永遠在前方 4. 我的那一聲再見 5. 只有足跡 6. 愛上對手 7. 一張熟悉的臉 8. 傷痛的邂逅 9. 還在寂寞 10. 終點之後 |
| 3rd    | 鏡子‧空瓶‧三十年     | 韓文大碟 | 寶麗金唱片              | 1989年6月11日  | 曲目 1. 鏡子‧空瓶‧三十年(韓文) 2. 我真的不是故意的(韓文) 3. 再回到從前(韓文) 4. 我的那一聲再見(韓文) 5. 終點之後(韓文) 6. 只有足跡(韓文) 7. 患秋之女(韓文) 8. 旋轉門(韓文) 9. 風霜之後(韓文) 10. 傷痛的邂逅(韓文) 11. 愛上對手(韓文) 12. 太陽永遠在前方(韓文) |
| 4th    | 北風渡河             | 大碟     | 寶麗金唱片              | 1989年12月1日  | 曲目 1. 北風 2. 針線關係 3. 午後‧夢 4. 我和記憶緊緊相依 5. 向昨天說再見 6. 渡河 7. 我的心和妳是一樣的 8. 陌生的來去 9. 每次都想呼喊妳的名字 10. 從來沒有輕易的醉過                                                                                            |
| 5th    | 走吧!朋友            | 大碟     | 寶麗金唱片              | 1990年11月11日 | 曲目 1. 走吧!朋友 2. 答應我 3. 父親的相片 4. 鏡子‧面具 5. 好不好讓我閉上雙眼 6. 帶我到你最想去的地方 7. 起起落落 8. I Just Fall In Love Again 9. 轉捩點 10. 給我一天                                                                                          |
| 6th    | Greatest Love Of All | 英語大碟 | 寶麗金唱片              | 1991年8月30日  | 曲目 1. Wild Flower 2. Lady 3. Tonight I Celebrate My Love 4. Greatest Love Of All 5. I Go Crazy 6. Home 7. Just Once 8. When I Need 9. Somewheere Out There 10. Soldier Of Fortune                                                                           |
| 7th    | 世間纏綿             | 大碟     | 寶麗金唱片              | 1992年2月14日  | 曲目 1. 世間纏綿 2. 事到如今 3. 再相遇也許來生 4. 傻男人 5. 岩石般的愛 6. Forever Rain 7. 風向 8. 夢會為我哭一場 9. 屬於我們的愛 10. 天地一沙鷗 |
| 8th    | 敬你愛人這一杯       | 大碟     | 波麗佳音 兩把刷子藝術   | 1992年12月8日  | 曲目 1. 敬你愛人這一杯 2. 愛情已黃昏 3. 整夜想你 4. 黎明逗留窗外之前 5. 飛舞 6. 白雪 7. 從容 8. 只能送你到這裡 9. 就是這樣 10. 她 |
| 9th    | 出軌的情歌           | 大碟     | 波麗佳音 兩把刷子藝術   | 1994年1月19日  | 曲目 1. Lonely Eyes 2. 無言以對 3. 遺失的情歌 4. 放我們都自由 5. 妳想要什麼 6. 情深意重 7. 假裝不懂 8. 與妳共舞 9. 只要心還在 10. 妳讓我變了一個人 |
| 10th   | 最後的愛             | 韓文大碟 | 大紅唱片 兩把刷子藝術   | 1994年10月1日  | 曲目 1. 那個雨後的下午 2. 最後的愛 3. 夢夢夢 4. 獨白 5. 想給你的世界 6. 咖啡的戀人 7. 埋沒時間裡的故事 8. 乘坐最後班火車 9. 大地 10. 想給你的世界(卡拉OK) |
| 11th   | 無助                 | 大碟     | 波麗佳音 兩把刷子藝術   | 1994年12月18日 | 曲目 1. 該想的想 該忘的忘 2. 無助 3. 真實的我 4. 苦悶 5. 愛會讓人變傻瓜 6. 贖罪 7. 多少 8. 我願意為你哭 9. 罰我娶你好不好 10. 大人要勇敢 |
| 12th   | 好男人               | 大碟     | 波麗佳音 兩把刷子藝術   | 1996年6月11日  | 曲目 1. 好男人 2. 你就是陽光 3. 愛是什麼東西 4. 空洞 5. 愛的完結篇 6. 謀殺寂寞 7. 不再遺憾 8. All The Way 9. 停格的畫面 10. 學習好男人(卡拉OK) |
| 13th   | 98張鎬哲-真感情      | 大碟     | 創音社音樂 兩把刷子藝術 | 1998年6月11日  | 曲目 1. 真感情 2. 寂寞時你最先想起誰 3. 讓我放心 4. Party in Rio 5. 安慰 6. 今天單身 7. 夜燈 8. 角落 9. 表情 10. 壞導演 |
| 14th   | 戀人                 | 大碟     | 福茂唱片                | 2005年7月20日  | 曲目 1. 戀人 2. 離別酒 3. 放你在心上 4. 小情人 5. 恰恰和曼波 6. 愛定了 7. 舊夢難尋 8. 殘像 9. 男人錯的多 10. 路太遠 11. 好男人 12. 北風 13. 再回到從前 |

## 電視劇作品
2000年《珍珠彩衣》飾演金聰業（特別客串
- 2004年《我的祕密花園2》飾演閻王
- 2005年《住左邊住右邊》飾演喜真父

## 電影作品
- 1997年《英雄向後轉》

## 獎項

### 金曲獎
| 年份   | 頒獎典禮    | 獎項           | 作品     | 結果 |
| 1990年 | 第2屆金曲獎 | 最佳年度歌曲獎 | 〈北風〉 | 提名 |